# Héroes, más allá del deber
Héroes, más allá del deber fue un programa de televisión de la cadena Cuatro y producido por BoxFish. Se emitió entre el 6 de septiembre de 2017 y el 13 de febrero de 2019, siguiendo el género de docu-reality.
Los protagonistas del espacio eran cinco profesionales (dos médicos, un bombero, un policía local y un guardia civil) anónimos dedicados a ayudar a los demás. En cada entrega, nos enseñaban cómo compaginaban sus trabajos con su vida personal. De esta manera, el espectador era testigo de las duras condiciones que pasaban en sus jornadas y cómo empatizaba cada uno de los profesionales con las personas a las que ayudaban.

## Protagonistas
- Yohanna Alonso (Guardia Civil): A sus 33 años, Yohanna se ha curtido en su trabajo en la Guardia Civil y también en el ring de combate, donde se ha proclamado campeona mundial de lucha estilo Muay Thai. Desempeña su labor en León con la fuerza y la disciplina que le dan sus largas horas de entrenamiento y siempre con la tensión de que cualquier tarea cotidiana puede desembocar en algo inesperado y peligroso.
- Salvador Vacas (Médico 061): Más de tres décadas salvando vidas desde la UVI Móvil han hecho de este cordobés de 54 años un auténtico experto en responder de manera profesional y certera en situaciones muy intensas y mimar las relaciones humanas que se establecen en esas circunstancias. Escoltado por su equipo en la ambulancia, Salvador se ha enfrentado en su larga carrera a situaciones inverosímiles, aunque todavía a día de hoy se sigue sorprendiendo.
- Julio Armas (Médico de Urgencias): Lleva más de 10 años salvando vidas en el hospital Vinalopó de Elche como jefe del grupo del servicio de Urgencias. Desde que se exilió de Cuba y desarrolló su carrera en España, Julio ha encontrado el lugar perfecto para cumplir su vocación en uno de los escenarios donde la vida y la muerte se cruzan constantemente. De sus decisiones, su rapidez de reflejos y su capacidad de reaccionar ante situaciones límite dependen las vidas de los otros.
- Álvaro Chacón (Policía Local): En la frontera entre dos países y dos continentes que marca La Línea de la Concepción, cada día que pasa es una lucha para Álvaro y sus compañeros de la Unidad de Respuesta Inmediata por combatir la impunidad instalada por las mafias en uno de los barrios más conflictivos de la localidad gaditana. Operaciones rutinarias como controles de tráfico o puntos de identificación suenen terminar en persecuciones, carreras, altercados y momentos de alto riesgo que caminan por el filo de la navaja y pueden desembocar en graves incidentes.
- David Cubillo (Bombero): Madrileño de 42 años, es jefe de grupo de Bomberos del Ayuntamiento de Madrid y trabaja en el parque de Villa de Vallecas. Su unidad es una de las que más salidas efectúa a diario en comparación con la media europea. Cada vez que suena la sirena y se montan en el camión, ponen rumbo a un destino incierto donde aguardan humo, llamas o situaciones de emergencia.

## Audiencias

### Temporada 1
| N.º | Fecha de emisión         | Audiencia        | Ref   |
| --- | ------------------------ | ---------------- | ----- |
| 1   | 6 de septiembre de 2017  | 1 233 000 (9,8%) | [ 2 ] |
| 2   | 13 de septiembre de 2017 | 1 023 000 (8,1%) | [ 3 ] |
| 3   | 25 de septiembre de 2017 | 837 000 (6,2%)   | [ 4 ] |
| 4   | 4 de octubre de 2017     | 754 000 (5,4%)   | [ 5 ] |
| 5   | 11 de octubre de 2017    | 860 000 (6,1%)   | [ 6 ] |
| 6   | 18 de octubre de 2017    | 883 000 (6,4%)   | [ 7 ] |
| 7   | 31 de octubre de 2017    | 532 000 (4,1%)   | [ 8 ] |

### Temporada 2
| N.º | Fecha de emisión      | Audiencia      | Ref    |
| --- | --------------------- | -------------- | ------ |
| 8   | 9 de enero de 2019    | 813 000 (6,4%) | [ 9 ]  |
| 9   | 16 de enero de 2019   | 672 000 (5,1%) | [ 10 ] |
| 10  | 23 de enero de 2019   | 643 000 (5,0%) | [ 11 ] |
| 11  | 30 de enero de 2019   | 836 000 (6,2%) | [ 12 ] |
| 12  | 6 de febrero de 2019  | 643 000 (4,5%) | [ 13 ] |
| 13  | 13 de febrero de 2019 | 585 000 (4,7%) | [ 14 ] |

## Audiencias

### Héroes, más allá del deber: Temporadas
| Temporada                                     | Fecha | Cadena | Espectadores | Cuota de pantalla |
| --------------------------------------------- | ----- | ------ | ------------ | ----------------- |
| Héroes, más allá del deber: Primera temporada | 2017  | Cuatro | 875 000      | 6,6%              |
| Héroes, más allá del deber: Segunda temporada | 2019  | Cuatro | 699 000      | 5,3%              |